# Johann Georg Rosenhain

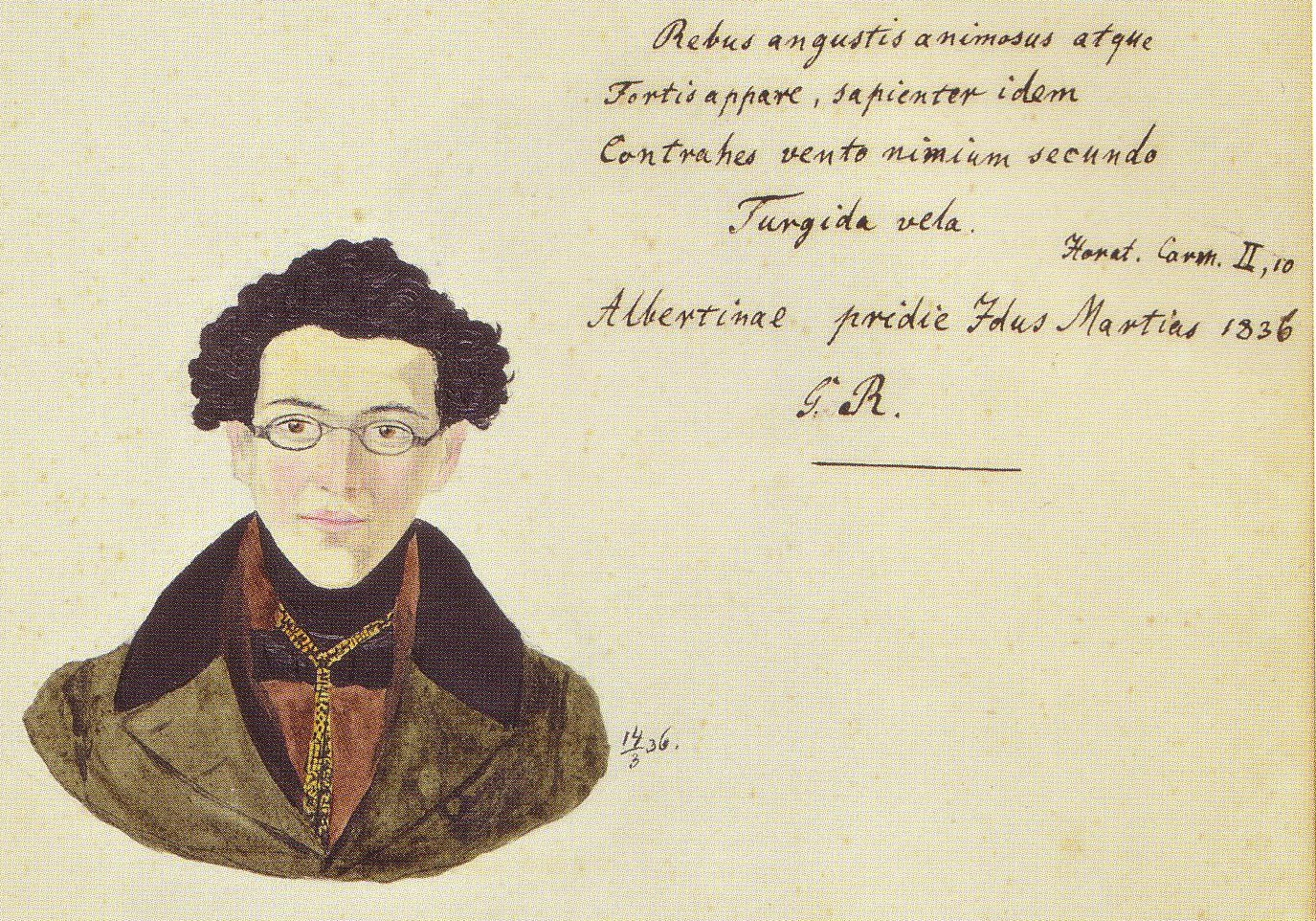
Aquarelprotret van Johann Georg Rosenhain

Johann Georg Rosenhain (Koningsbergen, 10 juni 1816 - Berlijn, 14 maart 1887) was een Duits wiskundige. 
Rosenhain stamde uit een joodse familie uit Königsberg. Zijn vader heette Nathan Rosenhain, zijn moeder Röschen Joseph. Na zijn studie aan het Friedrich-Collegs studeerde hij vanaf de zomer van 1834 wiskunde aan de Universiteit van Königsberg bij Carl Jacobi en Friedrich Julius Richelot. Rosenhain gold ook als begaafd in talen en muziek.  
Nog tijdens zijn studententijd gaf hij een aantal colleges van Jacobi uit, door wiens theorie van de elliptische functies hij erg werd geïnspireerd. In 1844 ging hij naar de Universiteit van Breslau, waar hij met zijn werk over de Abelse integralen, Sur le fonctions de deux variables à quatre périodes, qui sont les inverses des intégrales ultra-elliptiques de la première classe (Verhandeling over functies met twee variabelen met vier perioden, die de inverse zijn van ultra-elliptische integralen van de eerste klasse), habiliteerde en daarna als privaatdocent lesgaf. Voor dit werk werd Rosenhain in 1846 (respectievelijk 1849 - officiële aankondiging) door de Parijze Academie van Wetenschappen onderscheiden. 
Nadat hij had deelgenomen aan de revolutie van 1848, moest Rosenhain Breslau verlaten. Hij ging naar Wenen, waar hij in 1851 opnieuw habilitierte. In 1857 keerde hij als buitengewoon hoogleraar terug naar Königsberg. Met het oog op zijn politieke verleden moest hij eerst een officiële verklaring afgeven zich niet meer met de politiek in te laten. 
Het viele enige waarnemers op dat hij na zijn politieke avonturen geen grote prestaties meer leverde op wiskundig gebied. Hij gaf vervolgens nog een kleine dertig jaar les in Königsberg. In her wintersemester 1884/1885 kreeg hij verlof. Hij vertrok naar Berlijn, waar hij in 1887 stierf.